# Rostam (Verwaltungsbezirk)
Rostam (persisch شهرستان رستم) ist ein Schahrestan in der Provinz Fars im Iran. Er enthält die Stadt Masiri, welche die Hauptstadt des Verwaltungsbezirks ist. 

## Demografie
Bei der Volkszählung 2016 betrug die Einwohnerzahl des Schahrestan 44.386. Die Alphabetisierung lag bei 79 Prozent der Bevölkerung. Knapp 28 Prozent der Bevölkerung lebten in urbanen Regionen.
| Zensusjahr | Einwohnerzahl |
| ---------- | ------------- |
| 2011       | 46.851        |
| 2016       | 44.386        |